# (38815) 2000 RY73
2000 RY73 (asteroide 38815) é um asteroide da cintura principal. Possui uma excentricidade de 0.18973930 e uma inclinação de 2.39611º.
Este asteroide foi descoberto no dia 2 de setembro de 2000 por LINEAR em Socorro.